# Лашин
Лашин (фр. Lachine) је једна од 19 општина Монтреала. Општина је образована 1. јануара 2002.